# Coryanthes horichiana
Coryanthes horichiana là một loài thực vật có hoa trong họ Lan. Loài này được Jenny mô tả khoa học đầu tiên năm 1986.